# Sinsemilia
Sinsemilia ist eine französische Reggae-Musikgruppe aus Grenoble, die 1990 gegründet wurde.

## Werdegang
Der Name Sinsemilia ist eine Anspielung auf Sinsemilla, eine bei der Cannabiszucht verbreitete Bezeichnung für samenlose Blütenstände. 2005 erlangte die Gruppe besondere Aufmerksamkeit, als sie während des "journal de 13h" bei France 2 ihre Hitsingle Tout le bonheur du monde spielen sollten, jedoch kurz nach Beginn stattdessen das sehr politische Lied Bienvenue en Chiracquie spielten, was einen kleinen Skandal auslöste.
Für ihr Album "Résistances" haben Sinsemilia eine Reggae-Version des Liedes La mauvaise réputation des Chansonniers Georges Brassens eingespielt.
2004 verließ der Saxophonist Loucos die Gruppe und wurde von zwei neuen Mitgliedern ersetzt: Bozo, der Loucos ersetzt, und Olivier (Trompete), was nun wiederum Fabien ermöglicht mehr mit der Gitarre und dem Klavier mitzuspielen. Seit der Hitsingle Tout le Bonheur du Monde (2005) erfreut sich der französische Reggae der Band großer Beliebtheit.

## Diskografie

### Alben
| Jahr | Titel                   | Höchstplatzierung, Gesamtwochen, AuszeichnungChartplatzierungen (Jahr, Titel, Platzierungen, Wochen, Auszeichnungen, Anmerkungen) | Höchstplatzierung, Gesamtwochen, AuszeichnungChartplatzierungen (Jahr, Titel, Platzierungen, Wochen, Auszeichnungen, Anmerkungen) | Höchstplatzierung, Gesamtwochen, AuszeichnungChartplatzierungen (Jahr, Titel, Platzierungen, Wochen, Auszeichnungen, Anmerkungen) | Anmerkungen |
| Jahr | Titel                   | FR | BEW | CH | Anmerkungen |
| ---- | ----------------------- | --- | --- | --- | ----------- |
| 1998 | Résistances             | FR40 Gold · (26 Wo.)FR | — | — |             |
| 2000 | Tout c’qu’on a          | FR4 (21 Wo.)FR | — | — |             |
| 2002 | Sinse part en live      | FR40 (11 Wo.)FR | — | — |             |
| 2004 | Debout les yeux ouverts | FR7 Platin · (80 Wo.)FR | BEW27 (29 Wo.)BEW | CH70 (25 Wo.)CH |             |
| 2009 | En quête de sens...     | FR19 (16 Wo.)FR | — | CH61 (6 Wo.)CH |             |

Weitere Alben
- 1996: Première Récolte
- 2001: In a Different Style
- 2011: Best of – Retour
- 2012: 20 ans live
- 2015: Un autre monde est possible

### Singles
| Jahr | Titel                                            | Höchstplatzierung, Gesamtwochen, AuszeichnungChartplatzierungen (Jahr, Titel, Platzierungen, Wochen, Auszeichnungen, Anmerkungen) | Höchstplatzierung, Gesamtwochen, AuszeichnungChartplatzierungen (Jahr, Titel, Platzierungen, Wochen, Auszeichnungen, Anmerkungen) | Höchstplatzierung, Gesamtwochen, AuszeichnungChartplatzierungen (Jahr, Titel, Platzierungen, Wochen, Auszeichnungen, Anmerkungen) | Anmerkungen |
| Jahr | Titel                                            | FR | BEW | CH | Anmerkungen |
| ---- | ------------------------------------------------ | --- | --- | --- | ----------- |
| 2004 | Tout le bonheur du monde Debout les yeux ouverts | FR4 Platin · (35 Wo.)FR | BEW2 (28 Wo.)BEW | CH28 (38 Wo.)CH |             |

## Solo-Auftritte
Im Juni 2003 veröffentlichte Riké, einer der beiden Sänger, sein Soloalbum Air Frais.